# Лисьмильк'юнко
66°18′21.6″ пн. ш. 64°28′51.6″ сх. д. / 66.306000° пн. ш. 64.481000° сх. д.
Лисьмильк'юнко (рос. Лысмылькъюнко) — річка в Шуришкарському районі Ямало-Ненецького АО. Гирло річки знаходиться в 40 км по лівому березі річки Танью. Довжина річки становить 23 км.

## Дані водного реєстру
За даними державного водного реєстру Росії відноситься до Ніжньообського басейнового округу, водогосподарська ділянка річки — Об від впадання річки Північна Сосьва до міста Салехард, річковий підбасейн річки — басейни приток Обі нижче впадання Північної Сосьви. Річковий басейн річки — (Нижня) Об від впадання Іртиша.
За даними геоінформаційної системи водогосподарського районування території РФ, підготовленої Федеральним агентством водних ресурсів.